# Temporada 2021-2022 del Liceu
La temporada 2021-2022 del Gran Teatre del Liceu correspon al 175è aniversari de la fundació del Teatre.
El fil conductor de la temporada és el paradís.

## Òperes representades
| Temporada 2021-2022 del Liceu |                         |                  |                    | |                   | |                         |  |
| Òpera                         | Compositor              | Direcció musical | Direcció d'escena  | Papers principals | Segon repartiment | Producció | Dates                   |  |
| Ariadne auf Naxos             | Richard Strauss         | Josep Pons       | Katie Mitchell     | Iréne Theorin, Elena Sancho Pereg, Nikolai Schukoff                                                                        | Sara Blanch       | Gran Teatre del Liceu, Théâtre des Champs-Élysées, Théâtres de la Ville de Luxembourg, Finnish National Opera i Ballet i Royal Danish Oper | 22 setembre-4 d'octubre |  |
| War Requiem                   | Benjamin Britten        | Josep Pons       | Daniel Kramer      | Tatiana Pavlovskaya, Mark Padmore, Matthias Goerne                                                                         |                   | | 19 octubre-2 novembre   |  |
| Orpheus                       | Georg Philipp Telemann  | René Jacobs      | versió concert     | |                   | | 30 octubre              |  |
| Pierrot Lunaire               | Arnold Schönberg        | Francesc Prat    | Xavier Sabata      | Xavier Sabata |                   | | 16-18 novembre          |  |
| Rigoletto                     | Giuseppe Verdi          |                  | Monique Wagemakers | |                   | | 28 novembre-19 desembre |  |
| La dama de piques             | Piotr Ilitx Txaikovski  | Dmitry Jurowski  | Gilbert Deflo      | |                   | | 26 gener-11 febrer      |  |
| Partenope                     | Georg Friedrich Händel  | William Christie | versió concert     | |                   | | 29 gener                |  |
| Pelléas et Mélisande          | Claude Debussy          | Josep Pons       | Àlex Ollé          | Julie Fuchs, Stanislas de Barbeyrac, Simon Keenlyside, Alexandre Duhamel, Franz-Josef Selig, Sarah Connolly, Ruth González |                   | Nova producció basada en la producció de la Dresden Oper                                                                                   | 28 febrer-18 març       |  |
| Le Nozze di Figaro            | Wolfgang Amadeus Mozart | Marc Minkowski   |                    | |                   | |                         |  |
| Don Giovanni                  | Wolfgang Amadeus Mozart | Marc Minkowski   |                    | |                   | |                         |  |
| Così fan tutte                | Wolfgang Amadeus Mozart | Marc Minkowski   |                    | |                   | |                         |  |
| Wozzeck                       | Alban Berg              | Josep Pons       |                    | |                   | |                         |  |
| La flauta màgica              | Wolfgang Amadeus Mozart | Gustavo Dudamel  |                    | |                   | |                         |  |
| Norma                         | Vincenzo Bellini        | Domingo Hindoyan |                    | |                   | |                         |  |